# Stenotabanus platyfrons
Stenotabanus platyfrons är en tvåvingeart som beskrevs av David Fairchild 1964. Stenotabanus platyfrons ingår i släktet Stenotabanus och familjen bromsar. Inga underarter finns listade i Catalogue of Life.